# The Earls
The Earls fue un grupo estadounidense de música doo wop, originario del condado y distrito metropolitano del Bronx, en el estado de Nueva York. Se formaron como banda luego de que Larry Chance, el líder de la formación, se trasladase junto a sus padres desde Filadelfia a vivir en este condado al finalizar sus estudios en el instituto. 
Comenzaron sus andaduras en 1957, cuando asistían al Club social Tecumseh, momento en que Bob Del Din, junto a Eddie Harder, Larry Palumbo, y Jack Wray, se unieron a Larry Figueiredo, el cual decidió cambiar su nombre a Larry Chance.
Los miembros de la formación adaptaron el sonido original del doo wop de artistas de color y lo redefinieron para nuevas audiencias, llegando así a alcanzar el éxito y reconocimiento como una de las más importantes bandas del distrito.
Debido a la calidad de sus arreglos en las armonías que interpretaban, algunos especialistas del género los consideran como los segundos después de Dion and the Belmonts.
El 21 de junio de 2008, fueron incluidos en el paseo de la fama del Bronx, junto a otro artistas notables como Danny Aiello, Regis Philbin y Colin Powell, así como también los incluyeron con honores en el paseo de la fama de Nueva Jersey.